# Salix myricoides
Salix myricoides är en videväxtart som beskrevs av Henry Ernest Muhlenberg. Salix myricoides ingår i släktet viden, och familjen videväxter. Utöver nominatformen finns också underarten S. m. albovestita.

## Bildgalleri

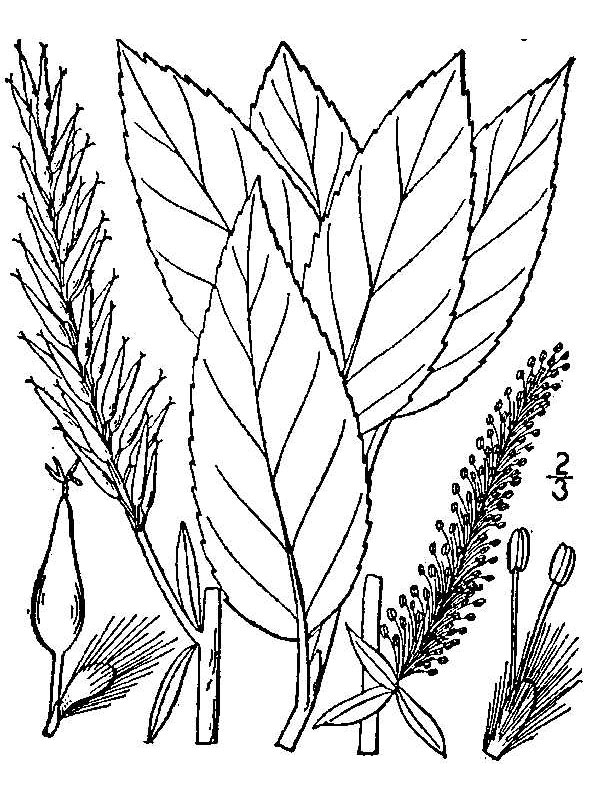